# Michael Vincent Sheridan
Michael Vincent Sheridan, ameriški general, * 24. maj 1840, † 21. februar 1918.
Bil je eden iz osmih Custerjevih vojakov, ki so pozneje dosegli čin brigadnega generala.

## Življenjepis
Sheridan se je rodil v Somersetu (Ohio), kjer se je šolal na Kolidžu sv. Jožefa.
Med ameriško državljansko vojno je služil kot prostovoljni pomočnik pri svojemu bratu generalporočniku Philipu Henryju Sheridanu in se je v tej vlogi udeležil tudi več bitk. Po koncu vojne je bil 1. avgusta 1866 odpuščen in hkrati povišan v brevetnega brigadnega generala zaradi medvojnih zaslug. 
Med letoma 1870 in 1878 je služil kot podpolkovnik v bratovem štabu, med letoma 1897 in 1908 je bil pomočnik generalnega adjutanta za Oddelka za Missouri, med letoma 1899 in 1900 pa je opravljal tudi dolžnost generalnega adjutanta prostovoljcev v Camp Thomasu (Georgia).
Upokojil se je leta 1902.

## Arlington
Pokopan je na Nacionalnem pokopališču Arlington. 

## Pregled vojaške kariere
Napredovanja
- drugi poročnik, 5. konjeniški polk: 23. februar 1866
- prvi poročnik, 2. missourijska prostovoljna pehota: 7. september 1863
- stotnik, 7. konjeniški polk: 28. julij 1866
- major: 7. junij 1883
- podpolkovnik: 29. julij 1892
- polkovnik: 25. januar 1897
- brigadni general, Prostovoljci ZDA: 27. maj 1898
- brigadni general, Kopenska vojska ZDA: 15. april 1902